# Мангулис, Густав Генрихович
Густав Генрихович Мангулис (также Мангул, Мангольдт) (латыш. Gustavs Mangulis, 1 декабря 1879, Рига, Лифляндская губерния, Российская империя — 3 декабря 1931, Тукумс, Латвийская Республика) — российский, советский и латвийский военный деятель, полковник РИА и латвийской армии.

## Биография
Родился 19 ноября (1 декабря) 1879 года в Риге. Окончил Митавское реальное училище. В 1897 году поступил на службу в Российскую императорскую армию вольноопределяющимся в 110-й пехотный Камский полк в Ковно. В 1898 году поступил и в 1900 закончил Виленское пехотное юнкерское училище по 2-му разряду. По окончании училища служил в 115-м пехотном Вяземском полку, в 1901 году в чине подпоручика переведён в 180-й пехотный Виндавский полк. В составе 2-го Восточно-сибирского полка участвовал в русско-японской войне, был ранен. В 1905 году — поручик, возвращён на службу в 115-й Вяземский пехотный полк в Риге. На 1 января 1909 года — поручик 115-го пехотного Вяземского полка в Риге. Штабс-капитан (1909), капитан (1913). В 1915 году назначен командиром батальона 115-го полка. В начале 1916 года переведён в 7-й Баускский батальон латышских стрелков, в январе назначен начальником тыла батальона, а 30 июля 1916 года — и. о. командира батальона. 13 ноября 1916 года после переформирования батальона в полк являлся исполняющим обязанности командира батальона. Был ранен в левую руку в ходе Рождественских боёв. Подполковник. 31 марта 1917 года назначен командиром 7-го Бауского латышского стрелкового полка. В июле 1917 года присвоено звание полковник.

Штаб объединенной латышской стрелковой бригады. Бывший курзал в Кемери. Слева — полковник И. Вациетис, в середине — полковник А. Аузан, справа — полковник Г. Мангулис. 1916 год.

После революции и переформирования корпуса латышских стрелков 17 декабря 1917 года стал командиром 1-й дивизии латышских стрелков. С мая 1918 года являлся командующим Петроградско-Сестрорецко-Белоостровской группы советских войск на Карельском фронте, с 19 августа 1918 года — командир 2-й бригады 1-й Петроградской дивизии, с 12 января 1919 года — командир 1-й латышской советской стрелковой дивизии. С 24 января по 27 марта 1919 года командующий группой советских войск Валмиерской группы. С 26 марта 1919 года по май командовал объединённой Курземско-Видземской группой советских войск, с мая — Курземской группы войск, с июня — 2-й дивизией Латвии и Алуксненской группой войск.
Из-за потери Риги в конце августа 1919 года был отстранён от выполнения обязанностей, и в его отношении было начато расследование.
7 августа 1919 года командирован в штаб Западного фронта, куда он не прибыл, а перешёл линию фронта и сдался в плен частям независимой Латвии. До 10 октября 1919 года находился в тюрьме. После освобождения — в Латвийской армии. С 18 октября 1919 года служил в Цесисском учебном батальоне. 31 декабря 1919 года назначен начальником охранения Тукумско-Талсинского уезда. С 31 мая 1919 года — воинский начальник того же уезда. С декабря 1920 года работал в редакционной комиссии по законодательству о военной службе, руководил Тукумским отделом общества латышских стрелков, работал в обществе «Даугавас Ванаги». До конца жизни был начальником Тукумско-Талсенского военного округа.
Награждён Георгиевским крестом с лавровыми листьями (1917), Св. Владимира 4-й степени, орденами Св. Анны 2-й, 3-й и 4-й степеней, Св. Станислава 2-й и 3-й степеней, латвийским орденом Трёх звёзд 4-й степени (1929).
Умер 3 декабря 1931 года в Тукумсе. Похоронен на Сесавском волостном кладбище.

## Награды
- Орден Св. Анны 4-й степени (1904)
- Орден Св. Станислава 3-й степени с мечами и бантом
- Орден Св. Анны 3-й степени с мечами и бантом
- Орден Св. Станислава 2-й степени (мечи к ордену 2 июля 1916)
- Орден Св. Владимира 4-й ст. (1 июля 1915)
- Орден Св. Анны 2-й степени (5 сентября 1915, мечи к ордену 2 декабря 1916)
- Георгиевский крест 4-й степени с лавровой ветвью № 980751 за отличие 20 августа 1917 г. на реке Маза-Югла
- Орден Трёх звёзд 4-й степени (13 ноября 1929)